# Alex Iwobi
Alexander Chuka "Alex" Iwobi (Lagos, 3. svibnja 1996.)  nigerijski je profesionalni nogometaš, koji nastupa za reprezentaciju Nigerije i engleski Fulham.

## Osobni život
Iwobi je rođen u Lagosu u Nigeriji, prije nego što se preselio u Englesku s 4 godine. Nećak je poznatoga nogometaša Jay-Jay Okoche.

## Klupska karijera
Iwobi se pridružio Arsenalu još dok je išao u osnovnu školu, i bio je uvršten u prvu momčad, gdje je bio na klupi u Liga kupu protiv West Bromwich Albiona 25. rujna 2013. Novi ugovor s Arsenalom potpisao je u listopadu 2015. godine.
Dana, 27. listopada 2015. debitirao je za prvu momčad Arsenala u porazu od 3–0 protiv Sheffield Wednesdayja u osmini finala Liga kupa. Svoj premierligaški debi ostvario je 4 dana kasnije u gostujućoj pobjedi 3–0 protiv Swanseaja, kada je u sudačkoj nadoknadi zamijenio Mesuta Özila. Iwobi je debitirao u Ligi prvaka u porazu od 5–1 protiv Bayerna, gdje je ušao u igru u 85. minuti. 
Promijenio je broj na dresu iz 47 u 17, nakon što je Alexis uzeo dres s brojem 7, nakon odlaska Tomáša Rosickoga.

## Reprezentativna karijera
Nakon što je igrao za mlađu englesku selekciju, Iwobi se odlučio da zaigra za reprezentaciju Nigerije, za koju je debitirao 8. listopada 2015., nakon što je zamijenio Ahmeda Musu u 57. minuti utakmice, protiv Konga.